# Manaselska Reka, Sofia
Manaselska Reka (în bulgară Манаселска Река) este un sat în comuna Praveț, regiunea Sofia,  Bulgaria. 

## Demografie
Componența etnică a satului Manaselska Reka
     Bulgari (71,21%)
     Romi (28,78%)
     Nicio identificare (0%)
     Altele (0%)
La recensământul din 2011, populația satului Manaselska Reka era de 132 locuitori. Din punct de vedere etnic, majoritatea locuitorilor (71,21%) erau bulgari, cu o minoritate de romi (28,78%). Pentru 0% din locuitori nu este cunoscută apartenența etnică.